# Нулева енергия
Във физиката, нулевата енергия е най-ниската възможна енергия, която може да притежава една квантово-механична физична система, тя е енергията на основното (невъзбудено) състояние на системата. Всички квантово-механични системи притежават нулева енергия. Терминът често се появява във връзка с основното състояние на квантов хармоничен осцилатор. Нулевата енергия е следствие на съотношенията на неопределеност, специфични за квантовата механика. Съществуването на нулеви колебания се проявява в различни процеси. Например трептенията на атомите на кристала около равновесното им положение приближено могат да бъдат описани като движение на осцилатори. Тъй като нулевата енергия на осцилатора е различна от нула, за разлика от класическата физика, енергията на кристал не може да бъде нула дори при температури, клонящи към абсолютната нула. Квантуваното електромагнитно поле формално може да се представи като набор от безброй много осцилатори на полето. Сумата от нулевата енергия на тези осцилатори е безкрайна величина, която може да бъде разглеждана като адитивна константа и се изключва от теорията 
В квантовата теория на полето, тя е синоним на енергия на вакуума, количеството енергия, свързано с вакуума на празното пространство. В космологията, енергията на вакуума се счита за произход на космологичната константа. Експериментално е показано, че нулевата енергия води директно до ефекта на Казимир и е наблюдавана в устройства с наноразмери.
Тъй като нулевата енергия е най-ниската възможна енергия, която една система може да притежава, тази енергия не може да бъде премахната от системата.
Въпреки дефиницията, концепцията за нулева енергия със загатването на възможността за извличане на „безплатна енергия“ от вакуума е привлякла вниманието на изобретатели-аматьори. Предложени са множество перпето мобиле и други псевдонаучни устройства, често наричани устройства за безплатна енергия. В резултат на тези действия, както и на интригуващото теоретично обяснение, терминът е започнал собствен живот в популярната култура, появявайки се в научнофантастични книги, игри и филми.